# Terrorismo en Níger

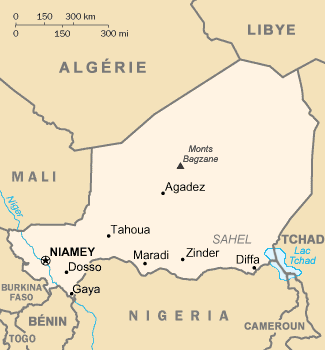
Mapa de Níger y sus fronteras

El terrorismo en Níger se concentra principalmente en las zonas fronterizas de Níger con Mali y Burkina Faso (oeste), Libia (norte) y Nigeria en el sur, especialmente con las incursiones del grupo terrorista Boko Haram en el Lago Chad y Al Qaeda en el Magreb Islámico y Walid Abou Sahraui que opera en la región sureña de Tillabéry. En 2010 empezaron los secuestros de extranjeros y en mayo de 2013 se produjo el primer atentado de corte yihadista terrorista. Níger pertenece al G5 del Sahel, grupo que coordina políticas de desarrollo y seguridad. 

## Contexto
Níger está situado en un lugar estratégico del Sahel donde en los últimos años se ha incrementado la acción de grupos terroristas. Los terroristas yihadistas, según expertos como el sociólogo e investigador nigerino Souley Adji, llevan a cabo una estrategia de guerrilla tanto en el Sahel como en Níger que dificulta la acción de los militares nigerinos que no tienen formación en tácticas de intervención. También complica la situación las fronteras porosas y el hecho de que tres cuartas partes de los 1.276.000 kilómetros cuadrados que tiene el país son desérticos y el hecho de que los jóvenes que los grupos terroristas reclutan son jóvenes de la propia población, según el experto en gobernanza en África Arji Saidou. Por otro lado Mali es un país de paso para la inmigración clandestina hacia Europa
Entre los grupos yihadistas que operan en la zona se encuentran Al Qaeda del Magreb Islámico creado en 2007, Movimiento para la Unicidad y la Yihad en África Occidental (MUJAO) desde 2013, Boko Haram con dos facciones desde 2016: Jamā'at Ahl as-Sunnah lid-Da'wah wa'l-Jihād y Estado Islámico en África Occidental conectado con el Estado Islámico.
En abril de 2010 Malí, Mauritania, Níger y Argelia crearon el Cémoc (Comité de Estado Mayor Operacional Conjunto) basado en Tamanrasset (sur de Argelia) que dispone de un centro de información de seguridad en Argel y se reúne cada seis meses. Hasta 2014 esta organización nunca ha desarrollado operaciones conjuntas transfronterizas.
En mayo de 2013 se produjo el primer atentado del yihadismo terrorista en Níger. Hasta el momento se habían producido secuestros de extranjeros.
En febrero de 2014 se creó el G5 del Sahel para coordinar políticas de desarrollo y seguridad. Forman parte del grupo: Burkina Faso, Chad, Malí, Mauritania y Níger.
Entre febrero de 2015 hasta marzo de 2017 según los datos de la Oficina de Naciones Unidas para la Coordinación de Asuntos Humanitarios al menos fueron asesinados, secuestrados o resultaron heridos 455 civiles por los ataques de Boko Haram en la región de Diffa, al extremo sureste. En cuanto a pérdidas militares se cifran en 250 en todo el territorio junto a decenas de secuestros de militares.
Hasta octubre de 2017 Estados Unidos realizaba labores de inteligencia militar en Níger con drones y formaba a tropas nigerinas. A partir de las emboscada en Tonga-Tonga en la frontera con Mali en el que murieron 4 soldados estadounidenses y 5 nigerinos el gobierno de Níger autorizó a EE. UU. los bombardeos aéreos contra terroristas en territorio nigerino produciéndose un salto importante en la lucha contra el terrorismo en el país.

## Cronología
Algunas de las fechas de ataques, secuestros y atentados más relevantes son:
2011
- Enero de 2011. Niamey. Dos jóvenes franceses son secuestrados en un restaurante y posteriormente ejecutados durante la intervención del ejército francés que intentaba bloquear la escapada de los secuestradores.[6][7]

2013
- 23 de mayo de 2013. Agadez y Arlit. Primeros atentados-suicidas de corte yihadista salafista en Níger reivindicados por Los Firmantes con Sangre de Mojtar Belmojtar Movimiento para la Unicidad y la Yihad en África Occidental MUJAO que golpean un campamento militar en Agadez y una mina de uranio del grupo nuclear francés Areva en Arlit, con una veintena de muertos, en su mayoría militares.[8][7]
- Octubre de 2013. Siete colaboradores de Areva y de la subcontrata Satom que habían sido secuestrados en Arlit en 2010 por Al Qaeda en el Magreb Islámico. Liberados los cuatro últimos rehenes.[9]

2015
- El 25 de abril de 2015. Lago Chad.  46 soldados y 28 civiles mueren en un ataque de Boko Haram contra una posición del ejército en Karamga, en el lago Chad.[10]
- 18 de junio. Pueblos de Lamana y Ngouamo. 38 personas, En su mayoría mujeres y niños son asesinados en dos ataques perpetrados por Boko Haram.[11]

2016
- 3 de junio de 2016. Ataque masivo de Boko Haram en Bosso que provoca 26 muertos militares y un centenar de heridos. Varios civiles son asesinados. Los asaltantes toman el control del municipio hasta la intervención del ejército al día siguiente. Cincuenta asaltantes mueren.[12]

2017
- 23 de febrero de 2017. Quince soldados del Ejército de Níger murieron y otros diecinueve resultaron heridos en un ataque terrorista contra una patrulla militar en la región de Ouallam.[13]
- 4 de octubre de 2017. Emboscada en Tonga-Tonga, fronteriza con Malí en el que murieron 4 soldados estadounidenses, miembros de las Fuerzas Especiales,[5] y 5 nigerinos. Como consecuencia, el gobierno de Níger autorizó los bombardeos aéreos por parte de las tropas de EE. UU. contra los terroristas en territorio nigerino.[1] La emboscada se produjo cuando recababan información sobre el entorno del jefe yihadista Walid Abou Sahraui. Durante el combate los estadounidenses pidieron apoyo aéreo a los franceses, pero los aviones no pudieron atacar por el riesgo de bombardear a las fuerzas propias.[14] El ataque fue reivindicado por el Estado Islámico del Gran Sáhara.

2019
- 10 de diciembre de 2019 y el 9 de enero de 2020 se producen dos ataques yihadistas contra el campo militar de Inaters y de Chinégodar, en el oeste del país. Mueren respectivamente 71 y 89 soldados. Son reivindicados por el Estado Islámico al igual quelas del 25 de diciembre de Sanam en el que mataron a 14 soldados.[15]

2020
2021
- 3 de enero de 2021. 100 muertos en los ataques de dos pueblos con una distancia de 7 kilómetros en el oeste. en Tchoma Bangou hay 70 muertos y en Zaroumadareye 30 muertos.[16]